# Beachwood, New Jersey
Beachwood är en kommun av typen borough i Ocean County i New Jersey. Vid 2010 års folkräkning hade Beachwood 11 045 invånare.

## Kända personer från Beachwood
- Mark Geiger, fotbollsdomare